# ロンド・カプリチオーソ (漫画)
『ロンド・カプリチオーソ』は、竹宮惠子による日本の漫画作品。『少女コミック』（小学館）にて1973年44号より1974年13号まで連載された。

## ストーリー
アルベル・フランシスとニコル・フランシスは年は離れているが、仲の良い兄弟で、ともに父親よりフィギュアスケートを学んでいた。だが、父が弟のニコルの才能を伸ばそうとしていることに気づいたアルベルは、次第に弟への愛とともにその才能への嫉妬の念が生まれ、苦しむようになる。ついには、来季参加する予定だったフィギュア大会の見学をアルベルはキャンセルするが、その往路で両親と弟が事故に遭い、両親は死亡、弟は視覚を失ってしまう。弟を保護する、という目的でアルベルはニコルを執事夫妻の北欧の家に預けるが、5年後、視力を失ってもなお、裏庭のリンクでスケートをすべるニコルの姿に魅了された彼はある賭けをすべく、ニコルのスケート訓練をすすめることになる。

## 登場人物
アルベル・フランシス
物語の主人公。努力型のフィギュアスケート選手。父、アスツールの訓練を受け、その後継者として育っていたが、1965年、同じ大会（アスツール・コンテスト）に出場した8歳年下の弟のニコルが父そっくりの競技をし、10位になったことから、弟の方が自分よりも才能があるのではないかと思い、弟への愛情との狭間で苦しむ。母親に父親からは与えられない代償としての愛を求めようともしたが、満たされることはなかった。
ところが、自身が次に参加する予定だった大会の見学をキャンセルした結果、家族の中で唯一事故を免れ、晴れて正式に父親の後継者になる。そして、弟を執事のイアノフに預け、スケーターとしての出世街道を邁進する。
5年後、視力を失った状態でスケートをするニコルの姿に魅了され、自分とニコルのどちらが先にスケーターとしての寿命が尽きるか、という賭けをする。そのためにニコルを大会に出場させようと厳しい訓練を施すようになる。
当時の作者はスランプに陥っており、アルベルの悩みは作者の悩みそのものなのだという。
ニコル・フランシス
物語のもう一人の主人公。アルベルの弟。天才型のフィギュアスケート選手だが、先天性心臓疾患を煩っている。規定にとらわれない自由な演技をするところを父アスツールより目をかけられ、期待されるが、事故により命は助かるが視力を失う。そのため、兄の庇護の下、執事のイアノフの北欧の家で養われ、その裏庭のスケートリンクを与えられる。
兄が自分に対して嫉妬心を持っているとは思ってもいなかったが、後述するセーラとのことで兄と諍いになり、思わず兄の口から、両親が死んだのは自分を守るためだと聞かされ、兄の中にある自分への嫉妬心に気づく。
牛乳配達の少女セーラと仲良くなり、点字を教えて貰うが、兄から交際を禁じられる。その後、従姉のマチアよりスケートの手ほどきを受け、マチアに亡き母親の姿を重ね合わせるが、これも兄の意に沿うものではなかった。マチアと町のスケート大会に参加したことで、再度注目を浴びるようになる。
作者曰く、ニコルのイメージはジノ・フランチェスカッティの演奏する『ロンド・カプリチオーソ』のレコードを聴いた際に生まれたものだという。
マチア・シュール
この物語のヒロインの1人。アルベル、ニコルの従姉妹にあたる女性。同じくスケーター。女子フィギュアの天才少女ともてはやされていた。10歳の時に兄弟と初対面する。彼女の機転で、アルベルは事故に巻き込まれずに済んでいる。アルベルのスケートがニコルに似てきたことを見破り、1972年札幌オリンピックの予選にアルベルが欠場したのを誰よりも驚いていた。
アルベルがニコルにつきっきりなのに気づき、アルベルの悩みがニコルにあることに気づき、同様にニコルのスケートに魅了され、ニコルにスケートの手ほどきのほか、町へ連れ出して、未知のものに触れさせ、表現をより豊かなものにしようとする。
アルベルに、自分の弟に嫉妬することは彼が生きている証拠だと慰め、短命の天才よりも長生きする人間の方を選ぶと告げ、自分で運命を選び、自分で流れをかえて来たアルベルの方が素晴らしいと評する。
セーラ
この物語のもう1人のヒロイン。イアノフの家の下の牧場の娘で、牛乳配達をしており、そこでニコルと出会い、詩神のように感じる。ニコルに点字を教え、ロンド・カプリチオーソ以外の音楽を聴かせようとするが、アルベルに見とがめられ、交際を禁じられる。ほどなくして、ニコルが心臓病で長くない命と知り、自身が自分とは縁のない高望みの恋をしたことに気づき、身を引く。
その後、雪崩事故に遭ったアルベルの命を救っている。
アスツール・フランシス
アルベルとニコルの父。1965年の時、39歳。ニコルのスケートに規定に捕らわれない可能性を見いだし、スポーツとしてのスケートではなく、芸術としてのスケートを完成させようとしていた。大会の下見に行った際に、妻ともども雪にハンドルをとられて死亡。遺言で、ニコルを立派なプロ・スケーターにすることをアルベルに伝えようとしていた。
シルビア・フランシス
アルベルとニコルの母。1965年の時、35歳。結核で療養している。夫がニコルをスケーターに育てようとしていることに一抹の不安を感じ、アルベルに、比べるものが違っていても選ばなければならないものがあり、選び間違えないようにと諭す。父親の期待がニコルの方に向いているのを知ったアルベルを自分は病気だからと引き離そうとするが、結局は受け止めてもいる。
イアノフ
フランシス家の執事。盲目になったニコルを引き取って育てている。アルベルの苦悩を誰よりも理解していた。
マニョン
イアノフの夫人。ニコルに辛く当たるアルベルに反感を抱いていた。
ジョーン・シスカム
弁護士。フランシス夫妻亡き後の、アルベルとニコルの後見人。
ルパート・ウェブスター
物語の語り手。物語の162ページ目（サンコミックス単行本による）と最終カットに登場する。

## 評価
竹宮によれば、締め切りを守れず、四苦八苦しながら進行させた連載であったが、「自分が考えてきたようなストーリー展開が多少は可能になった作品」であったと述懐している。

## 単行本
- 『ロンド・カプリチオーソ』、朝日ソノラマ〈サンコミックス〉、全2巻
  - 1巻、1976年、国立国会図書館書誌ID:000001355877
  - 2巻、1976年、国立国会図書館書誌ID:000001355878
- 『ロンド・カプリチオーソ』、小学館〈小学館文庫〉、全2巻
  - 1巻、1980年、国立国会図書館書誌ID:000001469518
  - 2巻、1980年、国立国会図書館書誌ID:000001474968
- 『竹宮惠子全集23 ロンド・カプリチオーソ』、角川書店〈あすかコミックスDX〉、1990年、ISBN 4048521330、全1巻
- 『ロンド・カプリチオーソ』、講談社〈ポケットコミック〉、全2巻
  - 1巻、2000年、ISBN 4063480089
  - 2巻、2000年、ISBN 4063480097